# Draugen
Draugen es un baterista y músico sueco, conocido por su trabajo en el grupo Dark Funeral.
Participó en el primer disco del grupo. Tuvo un enfrentamiento con otro miembro de la banda, Blackmoon, que en varias entrevistas criticó el hecho de que Draugen no era un baterista profesional y que no tocaba como debería tocar en vivo. A los pocos días de haberse lanzado el álbum, Draugen fue echado de la banda por estas críticas, adicionalmente por problemas en su familia.
Completó las sesiones en el primer álbum de Dark Funeral y fue llamado nuevamente años más tarde para la remasterización del mismo.
Actualmente es un músico activo y participa de varias bandas del género.